# Vivien Konca

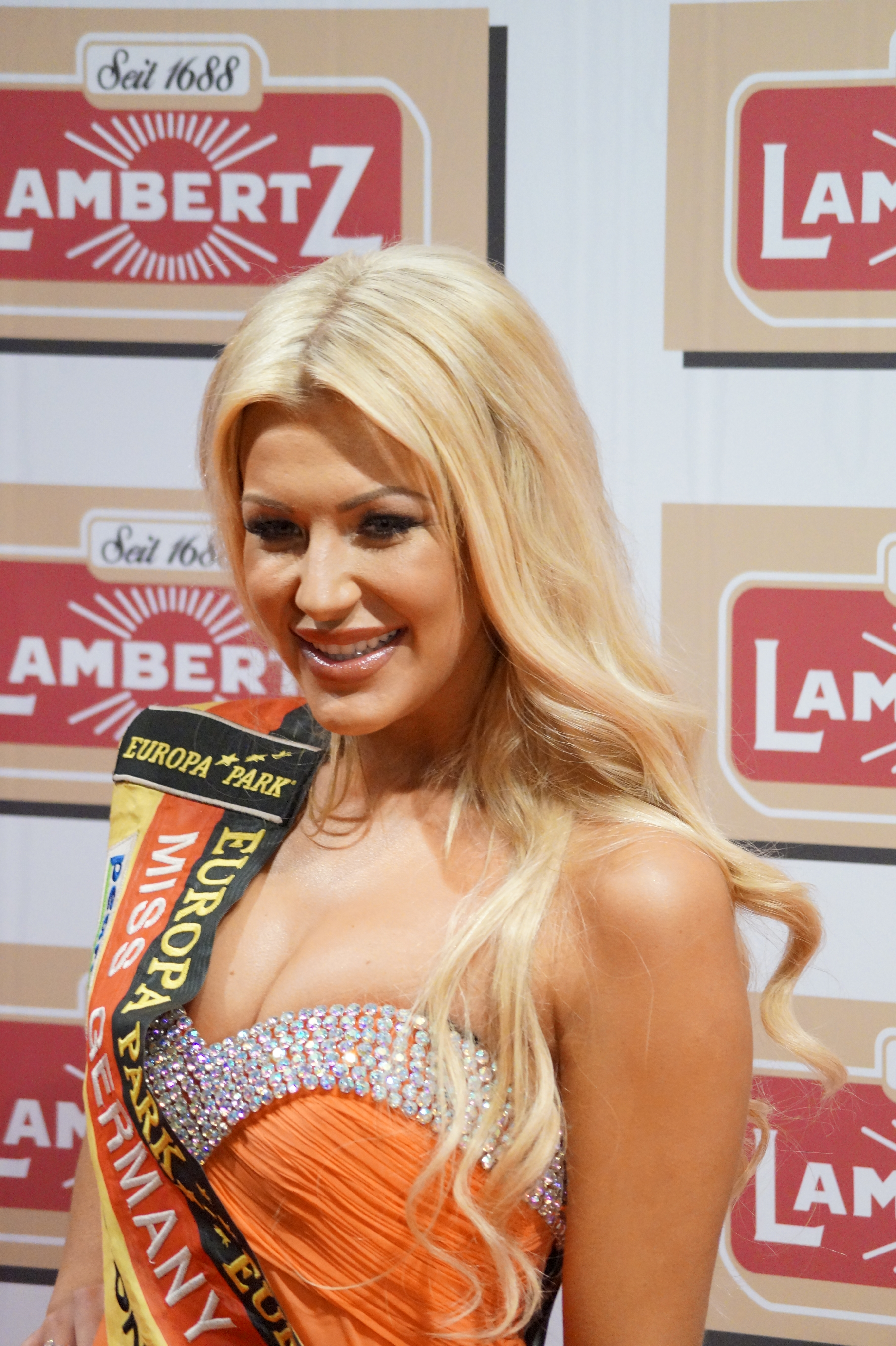
Vivien Konca, 2015

Vivien Konca (* 14. April 1994 in Geilenkirchen) ist eine deutsche Schönheitskönigin (Miss Germany 2014) und Moderatorin.

## Biografie
Sie wurde 1994 in Geilenkirchen als Tochter einer Polin und eines Deutschen geboren. Ihr Abitur legte sie am Gymnasium Baesweiler ab. Anschließend begann sie ein duales Studium zur Handelsfachwirtin, brach es nach der Wahl zur Miss Germany jedoch vorzeitig ab. Im Januar 2014 gewann sie die Wahl zur Miss Nordrhein-Westfalen. Im Februar 2014 wurde sie unter 24 Finalistinnen zur Miss Germany gewählt.
Sie spricht neben Deutsch und Polnisch auch Englisch, Französisch und Italienisch. Von 2017 bis 2019 war sie als Fernsehmoderatorin für den Teleshopping-Sender Pearl.tv tätig. 2020 wechselte sie zum Homeshoppingsender 1-2-3.tv, wo sie bis November 2022 arbeitete. Im Dezember 2022 wechselte sie zu HSE. Seit Juli 2020 ist sie außerdem bei Pets Deli im Vertrieb aktiv.